# Gueorgui Narbout
Gueorgui Ivanovitch Narbout (en ukrainien : Георгій Іванович Нарбут ; en russe : Георгий Иванович Нарбут), né le 25 février 1886 (9 mars dans le calendrier grégorien) à Narboutivka et mort le 23 mai 1920 à Kiev, est un peintre graphique ukrainien.

## Biographie

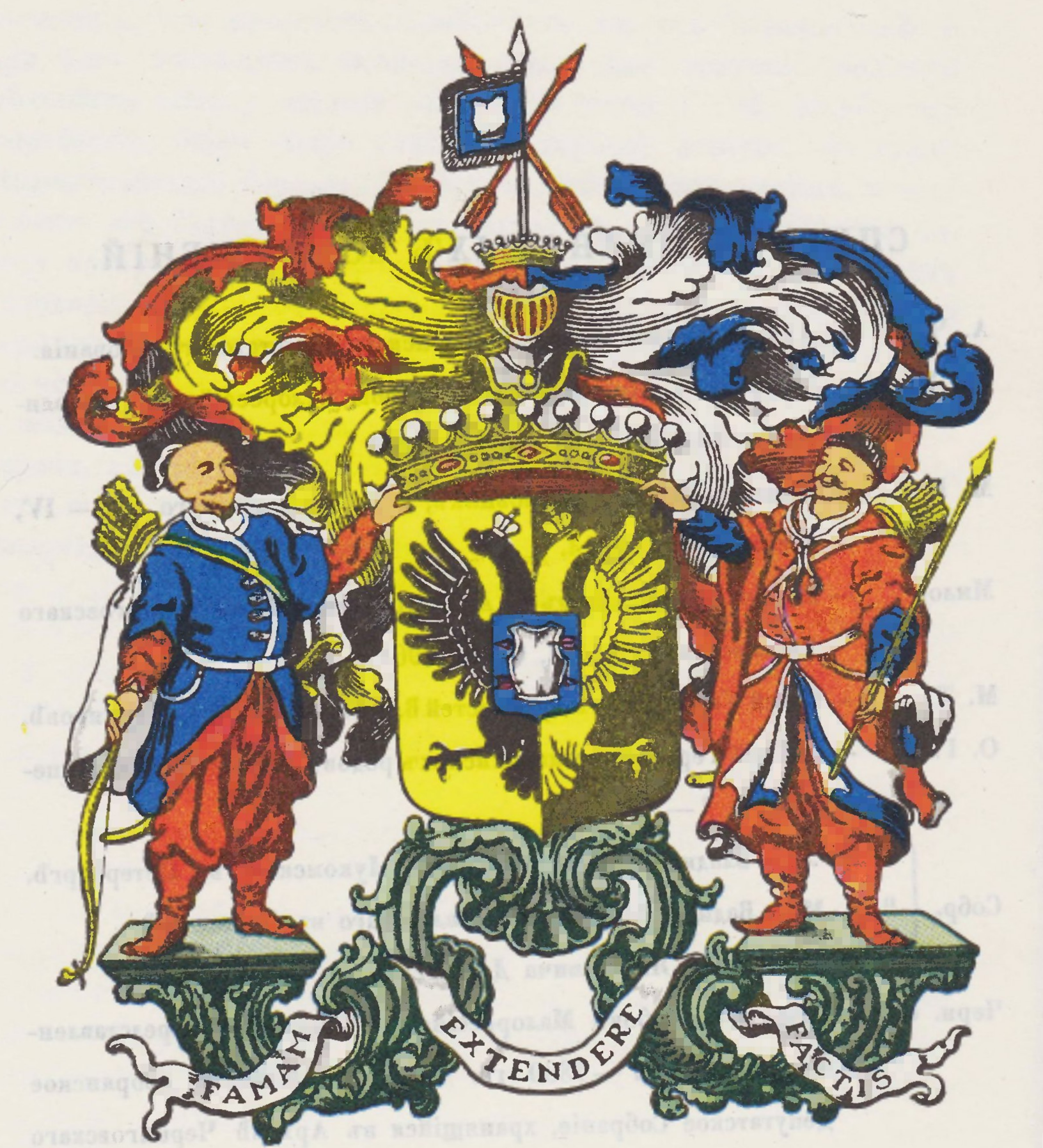
Armoiries de la famille Rozoumovski (1914).

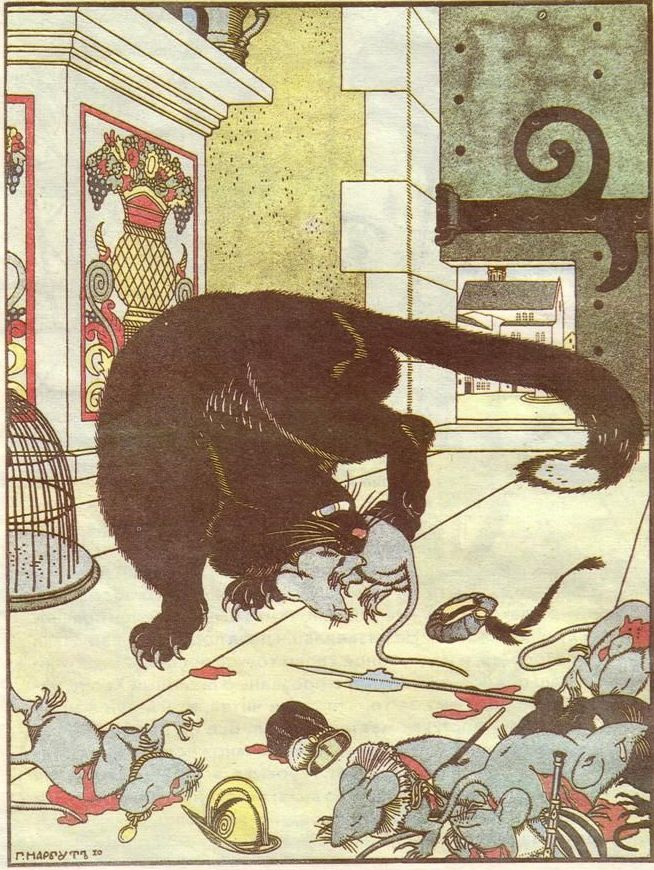
Illustration de Comment les souris ont enterré le chat (1910).

Gueorgui Narbout est un important concepteur graphique ukrainien du XXe siècle. Il est connu pour créer des blasons ukrainiens, des billets de banque, des timbres-poste, des chartes, et de nombreuses illustrations dans des magazines et des livres. Il a par exemple illustré pour une édition de 1910 un conte populaire repris par  Vassili Joukovski, Как мыши кота хоронили (Comment les souris ont enterré le chat).
L'un des fondateurs et recteur de l'Académie nationale des beaux-arts et de l'architecture créée en 1917, il en est le premier professeur de graphisme.
Il est le frère du poète ukrainien et russe, l'un des fondateurs acméiste Vladimir Narbout, qui, en 1937, a été arrêté et est mort dans le Goulag.

## Postérité
Un  astéroïde de la ceinture principale d'astéroïdes, (3448) Narbut, porte son nom.

## Galerie

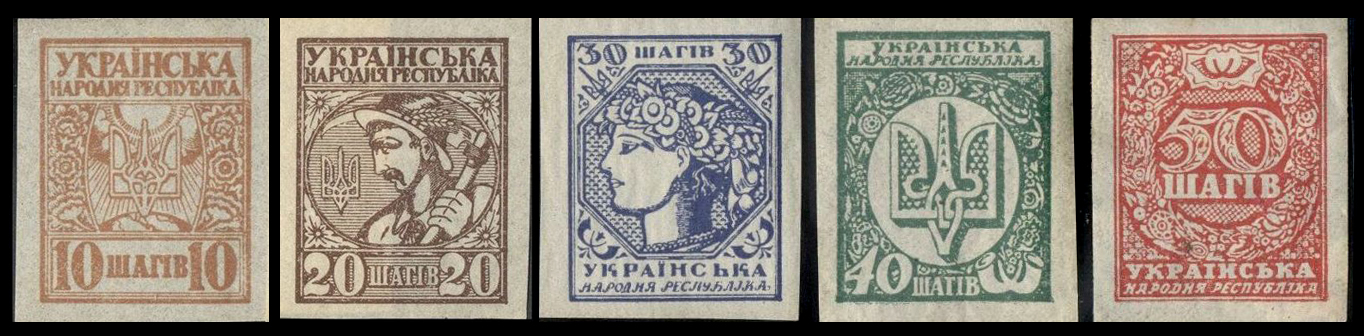
Série de timbres postaux ukrainiens de 1918 dessinés par Anton Sereda et Gueorgui Narbout.